# Anastácio (Mato Grosso do Sul)
Anastácio é um município brasileiro da região Centro-Oeste do Brasil, situado no estado de Mato Grosso do Sul. Conecta-se com o município de Aquidauana através da Ponte da Amizade que cruza o Rio Aquidauana. Sua população, de acordo com estimativas de 2014 do Instituto Brasileiro de Geografia e Estatística (IBGE), era de 24 642 habitantes.

## Geografia

### Localização
O município de Anastácio está localizado no sul da região Centro-Oeste do Brasil, nos Pantanais Sul-Mato-Grossenses (Microrregião de Aquidauana). Possui latitude de 20º29’01” e longitude de 55°48’25”. Distâncias:
- 136 km da capital estadual (Campo Grande)
- 1 162 km da capital federal (Brasília).

### Geografia física
Solo
No município de Anastácio são encontrados os seguintes tipos de solos: Predomínio do Latossolo Vermelho-escuro álico de textura média, que são solos minerais, não hidromórficos, altamente intemperizados, profundos, bem drenados, sendo encontrados geralmente em regiões planas ou suave onduladas, Argissolos, solos minerais não hidromórficos, com horizonte B textural e argila de atividade baixa e de Neossolo Quartzarênico  de baixa fertilidade natural, são solos pouco desenvolvidos, profundos e muito profundos, excessivamente drenados, mas com baixa capacidade de retenção de água, tornando esse solo  desaconselhável à utilização agrícola. Tem ocorrência mais significativa na porção Centro-sul do município, Gleissolos, solos que apresentam horizonte superficial menos espesso, com cores mais claras e menores teores de matéria orgânica.
Relevo
Está a uma altitude de 160 m. Predomina as formas dissecados tabulares e colinosas com declividades ainda suaves e onduladas de até 11° no extremo sudoeste, contém também modelados de acumulação em área pantaneira. O município de Anastácio divide-se em duas Regiões: 
- Região da Depressão do Alto Paraguai, que se divide em duas unidades geomorfológicas: Depressão de Miranda e Piemontes da Serra de Maracaju;
- Região dos Planaltos da Borda Ocidental da Bacia do Paraná, com três unidades geomorfológicas: Segundo Patamar da Borda  Ocidental, Terceiro Patamar da Borda Ocidental e Planalto de Maracaju.

Apresenta relevo plano, geralmente elaborado por várias fases de retomada erosiva, relevos elaborados pela ação fluvial apresentando topos colinosos tabulares ou aguçados, definidos pela combinação das variáveis densidade de drenagem e declividade das vertentes e áreas planas resultante de acumulação fluvial, sujeita a inundações periódicas.
Clima, temperatura e pluviosidade
Está sob influência do clima tropical (Aw), marcado pelas cheias que acontecem de outubro a abril, quando a temperatura ultrapassa os 40 °C. De meados de julho até o final de setembro, a região é atingida pela seca, quando quando há ocorrência de geadas e a temperatura fica em média á 15 °C. Sua média anual é de 27 °C.
Normais climatológicos de Anastácio:
| Mês                   | Jan   | Fev   | Mar   | Abr       | Mai  | Jun  | Jul      | Ago  | Set      | Out   | Nov   | Dez   | Ano    |
| --------------------- | ----- | ----- | ----- | --------- | ---- | ---- | -------- | ---- | -------- | ----- | ----- | ----- | ------ |
| Temperatura Média °C  | 25.8  | 26    | 25.7  | 23.7      | 20.6 | 20.1 | 19.1     | 24.8 | 23.5     | 24.7  | 25.5  | 26.1  | 23.6   |
| T. Mínima Absoluta °C | 15    | 12.4  | 8.2   | 7.4       | 3.4  | 0    | -1.2 (1) | 0.2  | 2.8      | 7     | 10.8  | 11    | -1.2   |
| T. Mínima Média °C    | 21.8  | 21.8  | 21.2  | 18.7      | 15.6 | 14.1 | 12.5     | 14.4 | 17.1     | 19    | 19.8  | 21.5  | 18.1   |
| T. Máxima Média °C    | 31.8  | 32.6  | 32.3  | 30.9      | 28.2 | 27.6 | 28       | 30.3 | 31.7     | 31.7  | 32.6  | 32.7  | 30.9   |
| T. Máxima Absoluta °C | 37.5  | 38.5  | 38.4  | 37.7      | 35   | 35.2 | 35.3     | 39.3 | 40.8 (2) | 39.8  | 39.4  | 39.2  | 40.8   |
| Prec. Média mm        | 293.5 | 144.3 | 129.2 | 105       | 99.1 | 56.2 | 42.8     | 40.6 | 97       | 133.9 | 167.8 | 228.3 | 1537.7 |
| Prec. Máxima 24h mm   | 89.8  | 82.6  | 80.8  | 133.3 (3) | 75.4 | 62   | 68.6     | 58.6 | 65.4     | 70.3  | 90.4  | 97.6  | 133.3  |
| Umidade Rel. do Ar %  | 82    | 81    | 80    | 82        | 79   | 76   | 73       | 64   | 67       | 72    | 75    | 81    | 76     |

1. Julho de 1921;
2. Setembro de 1926;
3. Abril de 1924.

Hidrografia
Está sob influência da Bacia do rio Paraguai, pertencente á Bacia do Rio da Prata. O município de Anastácio situa-se no médio curso da Bacia do Rio Miranda, que abrange uma área de aproximadamente 3 mil km² na porção centro-oeste do Estado de Mato Grosso do Sul. Rios do município:
- Rio Aquidauana: afluente pela margem direita do rio Miranda, com 620 km de extensão. Navegável da foz até a cidade de Aquidauana. Nasce na serra de Maracaju, acima e ao oeste de São Gabriel do Oeste e percorre o vale entre as serras da Boa Sentença e Maracaju. Banha a cidade de Anastácio e faz divisa  com o município de Aquidauana. Parte significativa do rio encontra-se no Pantanal.
- Rio Dois Irmãos: afluente pela margem esquerda do rio Aquidauana, desaguando nele entre Camisão e Piraputanga. É formado por dois rios, conhecidos como Braço Direito e Braço Esquerdo, nascendo ambos na serra de Maracaju. Faz  divisa entre município de Dois Irmãos do Buriti e o de Anastácio.
- Rio Miranda: afluente pela margem esquerda do rio Paraguai. Extensão: 700 km, 200 km navegáveis. Seus formadores nascem na serra de Maracaju, no município de Jardim. Faz divisa entre os municípios de Nioaque e Anastácio. Passa nas proximidades da cidade de Miranda. Deságua no rio Paraguai na altura do distrito de Albuquerque (Corumbá). Extensão: 318 km; navegável da foz à cidade de Miranda.
- Rio Nioaque: afluente pela margem direita do rio Miranda, no município de Nioaque. Nasce na serra de Maracaju, passa pelo município de Nioaque, fazendo divisa entre este município e o de Anastácio.

Vegetação
A cobertura vegetal atual é representada por proporções iguais de vegetação nativa, caracterizada pelo Cerrado Arbóreo Denso (Cerradão), Cerrado Arbóreo  Aberto (Campo Cerrado), Savana Parque (Campo Sujo), Contato Savana/Floresta Estacional e pela pastagem plantada.

### Geografia política
Fuso horário
Está a -1 hora com relação a Brasília e -4 com relação ao Meridiano de Greenwich (Tempo Universal Coordenado).
Área
Ocupa uma superfície de de 2 949,206 km². A área urbana totaliza 4,552 km² segundo a Embrapa Monitoramento por Satélite.
Subdivisões
Além da sede, Anastácio possui uma aldeia indígena urbana da etnia Terena denominada ALDEINHA, configurando-se como um bairro da cidade, destacando-se pelo contraste do ponto de vista organizacional. As festas e eventos da comunidade da Aldeinha são realizados esporadicamente, principalmente no Dia do Índio. Esse eventos ocorrem todos os anos. Na oportunidade os índios desenvolvem coreografias típicas, tais como a dança do Bate-pau e a dança da Ema.
Arredores
Os vizinhos de Anastácio são Aquidauana (conurbada), Bonito, Dois Irmãos do Buriti, Miranda, Maracajú, Nioaque.

## História
No começo da colonização da região sudoeste do então Estado de Mato Grosso, os rios - entre eles o Aquidauana - se constituíam nas principais vias de acesso e de escoamento de toda a região. Por volta de 1870 começou a ocorrer a ocupação das terras e povoamento da região. Em 1872, um italiano, Vicente Anastácio estabeleceu-se na região ao comprar uma Fazenda denominada Santa Maria, na margem esquerda do rio de mesmo nome próxima de onde futuramente se localizaria a cidade de Anastácio. Em 15 de agosto de 1892 o povoado denominado Aquidauana foi fundado. Foi ali onde nasceram os primeiros estabelecimentos comerciais, entre os quais a Casa Cândia.
Com a chegada da Estrada de Ferro Noroeste do Brasil, o centro da povoação - em função dos trilhos - transferiu-se para a margem direita do rio (Onde cresceu a cidade de Aquidauana). Um novo núcleo se forma ali, a partir de então inicia-se o processo de emancipação de Anastácio. Antes de se tornar município, Anastácio virou distrito de Aquidauana em 20 de novembro de 1958, pela Lei n°1.164 e, alguns anos depois, se eleva à categoria de município, pela Lei n°2.143, de 18 de março de 1964, da Assembleia Legislativa de Mato Grosso. Em 8 de maio de 1965 ocorre o desmembramento definitivo e em 1977 Anastácio passa a fazer parte do atual estado de Mato Grosso do Sul.

## Política

### Prefeito e Ex prefeitos.
Prefeitos e Vice-Prefeitos da cidade de Anastácio/MS.  
|                                               |
| 16° Prefeito                                  |
| Douglas Melo Figueiredo Prefeito              |
| Laércio Valério da Silva Vice-prefeito        |
| 1 de janeiro de 2013 a 31 de dezembro de 2016 |

|                                                |
| 15° Prefeito                                   |
| Douglas Melo Figueiredo Prefeito               |
|                                                |
| 22 de outubro de 2010 a 31 de dezembro de 2012 |

|                                              |
| 14° Prefeito                                 |
| Cláudio Valério da Silva Prefeito            |
| Douglas Melo Figueiredo Vice-Prefeito        |
| 1 de janeiro de 2009 a 21 de outubro de 2010 |

|                                               |
| 13° Prefeito                                  |
| Cláudio Valério da Silva Prefeito             |
| Severino Doca da Costa Cardoso Vice-Prefeito  |
| 1 de janeiro de 2005 a 31 de dezembro de 2008 |

|                                               |
| 12° Prefeito                                  |
| Nildo Alves de Albres Prefeito                |
| Geraldo da Conceição Vice-Prefeito            |
| 1 de janeiro de 2001 a 31 de dezembro de 2004 |

|                                               |
| 11° Prefeito                                  |
| Nildo Alves de Albres Prefeito                |
| Sales de Arruda Braga Vice-Prefeito           |
| 1 de janeiro de 1997 a 31 de dezembro de 2000 |

|                                               |
| 10° Prefeito                                  |
| Cláudio Valério da Silva Prefeito             |
| Severino Doca da Costa Cardoso Vice-Prefeito  |
| 1 de janeiro de 1993 a 31 de dezembro de 1996 |

|                                               |
| 9° Prefeito                                   |
| Assunção Santu Cabral de Arruda Prefeito      |
| Luiz de Moraes Vice-Prefeito                  |
| 1 de janeiro de 1989 a 31 de dezembro de 1992 |

|                                             |
| 8° Prefeito                                 |
| Waldomiro dos Santos Nogueira Prefeito      |
|                                             |
| 15 de maio de 1986 a 31 de dezembro de 1988 |

|                                             |
| 7° Prefeito                                 |
| Cláudio Valério da Silva Prefeito           |
| Waldomiro dos Santos Nogueira Vice-Prefeito |
| 1 de fevereiro de 1983 a 14 de maio de 1986 |

|                                                                                            |
| 6° Prefeito                                                                                |
| Antônio Clementino da Silva Prefeito                                                       |
| João da Costa Vice-Prefeito                                                                |
| 1 de fevereiro de 1977 a 31 de janeiro de 1983 (prorrogado por 2 anos pelo regime militar) |

|                                               |
| 5° Prefeito                                   |
| Alarico David Medeiros Sobrinho Prefeito      |
| Jessé Neves Queiroz Vice-Prefeito             |
| 31 de janeiro de 1973 a 31 de janeiro de 1977 |

|                                               |
| 4° Prefeito                                   |
| Walter Figueiredo Prefeito                    |
| Antônio Clementino da Silva Vice-Prefeito     |
| 31 de janeiro de 1970 a 30 de janeiro de 1973 |

|                                               |
| 3° Prefeito                                   |
| Vicente Medeiros Prefeito                     |
| carlos Ney Louzardo Vice-Prefeito             |
| 31 de janeiro de 1967 a 31 de janeiro de 1970 |

|                                            |
| 2° Prefeito                                |
| Alcebíades Alves de Albres Prefeito        |
| (Mandato de Almiro Flores Nogueira)        |
| 1 de junho de 1966 a 30 de janeiro de 1967 |

|                                           |
| 1° Prefeito                               |
| Almiro Flores Nogueira Prefeito           |
| Alcebíades Alves de Albres Vice-Prefeito  |
| 8 de maio de 1965 a 30 de janeiro de 1966 |

O município de Anastácio tem como atual prefeito o servidor público municipal Manoel Aparecido da Silva. O prefeito nasceu em 07/05/1965 em Aquidauana (MS) e possui ensino médio completo.

### Hino
Letra: Orlando Antunes Batista
 
Música: Lino Marques Mendonça.
Anastácio rincão no mapa varonil
 
Marchas do passado cheio de glórias
 
Da divisão fazendo lemas de vitórias
 
Fará histórias sob o céu de anil.
Entoemos no portal do pantanal
 
Nosso belo hino de alegria
 
No amanhã que se faz todo dia
 
Salve, Anastácio, terra triunfal!
Porto das mil esperanças do passado
 
És mais um coração na margem plantado.
 
Nascendo as tuas fronteiras no ideal,
 
Avanças a um futuro mais leal.
Entoemos no portal do pantanal
 
Nosso belo hino de alegria
 
No amanhã que se faz todo dia
 
Salve, Anastácio, terra triunfal!
Do lado do coração foste erguido
 
Serás sempre um torrão amigo.
 
Anastácio será imagem colossal,
 
Vivendo uma paisagem sem igual.
Entoemos no portal do pantanal
 
Nosso belo hino de alegria
 
No amanhã que se faz todo dia
 
Salve, Anastácio, terra triunfal

## Turismo
O município de Anastácio possui um potencial turístico cuja estruturação, como atividade econômica, está sendo planejada. Várias áreas de Conservação foram implantadas, aproveitando sua forte tendência ao turismo científico-cultural, ao ecoturismo e ao turismo de aventura. Anastácio contempla de natureza exuberante e fortes apelos culturais, como a Retirada da Laguna, da qual a região foi palco.  

### Turismo Aventura
Atividades: Escaladas, Espeleologia, Jeep Safaris. 

### Turismo Cultural
Atividades: Dança, Folclore, Gastronomia.

#### Eventos
- Aniversário do Município – 8 de Maio
- Ginpraia – gincana estudantil da Prainha
- Churrastácio
- Festa de peão boiadeiro
- Feira permanente do produtor rural
- Festa da farinha

### Pontos turísticos
Natureza
- Morro do Chapéu
- Morro Azul
- Rio Aquidauana
- Pesqueiro 110
- Cachoeira São Manuel
- Pesqueiro Caiçara

Chácaras e sítios
- Chácara Recanto dos Ipês
- Sitio Ana Paula
- Sítio Primavera (Casa da Farinha)
- Sítios Arqueológicos

Casarios
- Casario da Casa Cândia
- Casario do Casarão da Família Anastácio
- Unidade Conservação Monumento Natural da Moraria de Anastácio

Museu
- Museu Aberto Retirada da Laguna.

Outros
- Ponte Velha (ligando Anastácio a Aquidauana)
- Prainha de Anastácio
- Academia da terceira idade (ao ar livre)